# Криминальное прошлое
«Криминальное прошлое» (англ. Criminal Record) — британский телесериал в жанре криминального триллера. Главные роли исполняют Питер Капальди и Куш Джамбо. Премьера сериала состоялась на стриминговом сервисе Apple TV+ 10 января 2024 года. В следующем месяце стало известно, что второй сезон сериала находится в разработке.

## Сюжет
Анонимный звонок приводит двух блестящих детективов: молодую женщину в начале карьеры и влиятельного мужчину, склонного придерживаться традиций, к конфронтации над расследованием старого дела об убийстве.
Во втором сезоне Джун Ленкер оказывается старшим офицером на месте преступления, когда политический митинг подвергается нападению ультраправых протестующих. В результате жестокого столкновения погибает молодой человек, и Джун, снедаемая чувством вины, отчаянно пытается привлечь к ответственности неизвестного убийцу. Кажется, что её главной надеждой является Дэниел Хегарти, который стал ключевой фигурой в теневом мире полицейского розыска. У него могут быть ответы, которые нужны Джун, но чтобы заручиться его помощью, ей придётся пойти на опасную сделку.

## В ролях

### Основной состав
- Питер Капальди — старший инспектор Дэниел Хегарти
- Куш Джамбо[англ.] — сержант Джун Ленкер
- Зои Уонамейкер — Морин Ленкер
- Чарли Крид-Майлз — сержант Тони Гилфойл
- Кэти Тайсон — Дорис Мэтис
- Стивен Кэмпбелл Мур — Лео Ханрэтти
- Шон Дули — сержант Ким Кардуэлл

### Второстепенный состав
- Дионн Браун — констебль Хлоя Саммерс
- Том Мутчи — Эррол Мэтис
- Айша Кала — Соня Сингх
- Джордан Нэш — Джейкоб
- Джорджина Рич — Клаудия Мэйхью
- Расак Кукойи — Патрик Берроуз

## Список эпизодов
| № общий | № в сезоне | Название                                              | Режиссёр         | Автор сценария | Дата премьеры   |
| ------- | ---------- | ----------------------------------------------------- | ---------------- | -------------- | --------------- |
| 1       | 1          | «Экстренный вызов» «Emergency Caller»                 | Джим Лоуч        | Пол Рутман     | 10 января 2024  |
| 2       | 2          | «Два звонка» «Two Calls»                              | Джим Лоуч        | Пол Рутман     | 10 января 2024  |
| 3       | 3          | «Мальчик в парке» «Kid in the Park»                   | Джим Лоуч        | Пол Рутман     | 17 января 2024  |
| 4       | 4          | «Под защитой» «Protected»                             | Джим Лоуч        | Амир Браун     | 24 января 2024  |
| 5       | 5          | «Хранение и распространение» «Possession with Intent» | Шон Джеймс Грант | Наташа Нараян  | 31 января 2024  |
| 6       | 6          | «Улей» «Beehive»                                      | Шон Джеймс Грант | Томас Экклшер  | 7 февраля 2024  |
| 7       | 7          | «Шестьдесят вторые» «The Sixty-Twos»                  | Шон Джеймс Грант | Пол Рутман     | 14 февраля 2024 |
| 8       | 8          | «Карла» «Carla»                                       | Шон Джеймс Грант | Пол Рутман     | 21 февраля 2024 |

## Производство
В июне 2022 года было объявлено, что сервис Apple TV+ заказал сезон, состоящий из 8 часовых серий. Главные роли в проекте достались Питеру Капальди и Куш Джамбо. Исполнительными продюсерами помимо Капальди и Джамбо выступают Пол Рутман и Элейн Коллинз. Режиссёрами сериала были назначены Джим Лоуч и Шон Джеймс Грант. 30 августа стало известно, что в проекте также участвуют такие актёры, как Дионн Браун, Стивен Кэмпбелл Мур, Чарли Крид-Майлз, Шон Дули, Айша Кала, Том Мутчи, Кэти Тайсон и Зои Уонамейкер.
Известно, что съёмки сериала начались в Лондоне 20 июня 2022 года, а завершились — в декабре того же года.

## Показ
Премьера двух первых эпизодов телесериала состоялась 10 января 2024 года на стриминговом сервисе Apple TV+.

## Отзывы критиков
Телесериал получил в основном положительные отзывы от критиков. На сайте-агрегаторе Rotten Tomatoes рейтинг составляет 91 % со средней оценкой 7,8 из 10 на основе 44 рецензий, тогда как на Metacritic сериал набрал 73 балла из 100 на основе 19 отзывов.